# Joseph Anton Koch
Joseph Anton Koch (født 27. juli 1768 i Obergiblen ved Elbigenalp i Lechtal, Tyrol, død 12. januar 1839 i Rom, Campo Santo Teutonico) var en østrigsk maler og raderer.
Koch var bondesøn. Med sine anlæg for kunst begyndte han som 15-årig på et seminarium og studerede 1785-91 i Stuttgart. Han protesterede mod skolens læremetoder med satiriske tegninger, som delvis findes endnu. På grund af interesse for de nye idéer fra den franske revolution, flyttede han til Strassburg. Senere flyttede han til Schweiz og levede der til 1795; dernæst Rom, hvor han - med afbrydelse af et ophold i Wien 1812-15 - boede til sin død.
Han fik undervisning af Asmus Carstens. Han raderede for ham, bl.a. til Carstens' Les Argonautes fra 1799, og kopierede en del af hans tegninger, og tegnede selv en del blade til Thorvaldsens Dante-tegninger fra Dresden, der blev udgivet i 1904.
Han malede heroisk-stiliserende landskaber, og i hans tidlige produktion findes  20 raderinger med italienske landskaber.
Blandt hans betydelige værker er 
- Schmadribach-vandfaldet
- Noahs Offer,
- San Francesco-klosteret i Sabinerbjergene,
- Apollo mellem Hyrderne (Thorvaldsens Museum i København),
- Kaskatellerne i Tivoli.

Koch og Bertel Thorvaldsen var venner i Rom, men Thorvaldsen blev meget velstående nærmest i takt med, at Koch blev stadig fattigere og sygere. I Thorvaldsens arkiv findes mange tiggerbreve, men selv om Koch var levede i smalhans, findes ingen bønner om penge fra ham. Thorvaldsen støttede ham i alle tilfælde, åbenbart uden at være bedt om det, ved at sende ham bestillinger af både originale kunstværker og kopier af andres arbejder, også af deres fælles ven Asmus Carstens. Kochs kone Cassandra Ranaldi skrev imidlertid et skarpt brev til Thorvaldsen, dateret 29. december 1825, om hans behandling af hendes mand. Thorvaldsen havde bedt Koch om at skrive en liste over de værker, han havde udført for Thorvaldsen, og hvor meget han havde fået betalt. Cassandra tolkede det som Thorvaldsens manglende tillid til hendes mand, og mente desuden, at Koch kunne have fået bedre betalt af andre købere. I hendes øjne havde Koch gjort Thorvaldsen en tjeneste, mere end det omvendte. Spørgsmålet om pris har nok naget begge mænd. Koch trængte til pengene, mens Thorvaldsen søgte en balance mellem en fornuftig pris, uden at såre Kochs forventning eller stolthed - og på samme tid indse, at hans venner anså ham som så velhavende, at han havde råd til at betale nærmest hvad det skulle være.
Blandt efterkommerne efter Kochs og Cassandra Ranaldis tre børn var arkitekten Gaetano Koch (1849—1910), som blandt andet tegnede Piazza dell'Esedra (1880), Largo Goldoni (1886–90), det lille Museo Barracco (1902) og mesterværket Palazzo Margherita i Via Veneto (1886).
- Karikatur auf die Kunstpraxis an der Hohen Karlsschule, 1791. Staatsgalerie Stuttgart, grafisk samling. (de) - Koch var blevet korporligt afstraffet og svarede med denne karikatur. Han flygtede fra stedet før der skete mere.
- Schmadribach-vandfaldet, 1821/1822. Billede i Neue Pinakothek, München.
- Joseph Anton Koch i Osteria. Fra højre: Johann Christian Reinhart, maler Müller, Johann Martin von Rohden med Joseph Anton Koch som opvarteren (der Kelner) - alle tyske malere; en karikatur af Bonaventura Genelli.